# Atletiek op de Paralympische Zomerspelen 2024 - Kegelwerpen mannen F51
Het Kegelwerpen voor mannen klasse F51 op de Paralympische Zomerspelen 2024 vond plaats op 1 september in het Stade de France. Deze klasse is voor atleten met onderbreking van de zenuwen in de hogere delen van de rug, die lichte zwakte hebben in de schouders, beperkt vermogen in het strekken van ellebogen en polsfunctie. Geen vinger-, romp- of beenfunctie hebben. De winnaar van 2020 was Musa Taimazov. Hij werd in 2024 opgevolgd door de Indiër Dharambir Nain, het zilver was voor zijn landgenoot Dharambir Nain en de Serviër Zeljko Dimitrijevic won de bronzen medaille.

## Records
Voorafgaand aan het toernooi waren dit het wereldrecord en het Paralympisch record.
| Wereldrecord        | Rusland Musa Taimazov         | 36.22 | Tsjeboksary | 12 augustus 2023 |
| Paralympisch record | Russische ploeg Musa Taimazov | 35.42 | Tokio       | 1 september 2021 |

## Uitslag
| Rang   | Atleet                        | Atleet | #1    | #2    | #3    | #4    | #5    | #6    | Resultaat | Bijz.  |
| ------ | ----------------------------- | ------ | ----- | ----- | ----- | ----- | ----- | ----- | --------- | ------ |
| Goud   | Dharambir Nain                | IND    | x     | x     | x     | x     | 34.92 | 31.59 | 34.92     |        |
| Zilver | Pranav Soorma                 | IND    | 34.59 | 34.19 | x     | 34.50 | 33.90 | 33.70 | 34.59     |        |
| Brons  | Zeljko Dimitrijevic           | SRB    | 32.70 | 34.18 | 32.91 | 33.70 | 32.46 | 31.80 | 34.18     |        |
| 4      | Filip Graovac                 | SRB    | 31.39 | 32.09 | 32.21 | 31.18 | 31.27 | 31.40 | 32.21     |        |
| 5      | Mario Santana Ramos Hernandez | MEX    | 29.81 | 31.76 | x     | x     | x     | 29.27 | 31.76     |        |
| 6      | Uladzislau Hyrb               | NPA    | 28.09 | 27.75 | x     | 30.69 | 30.78 | 31.69 | 31.69     |        |
| 7      | Aleksandar Radisic            | SRB    | x     | 31.32 | 31.32 | x     | 31.08 | 30.96 | 31.32     |        |
| 8      | Marian Kureja                 | SLO    | x     | x     | 29.30 | 29.26 | 29.46 | x     | 29.30     |        |
| 9      | Michal Enge                   | CZE    | 27.04 | 27.37 | 27.65 | 27.34 | 28.32 | 27.23 | 28.32     |        |
| 10     | Amit Kumar Kumar              | IND    | x     | 21.49 | x     | 23.96 | x     | x     | 23.96     | R34.6b |